# Фрид, Мортон
Мортон Фрид (англ. Morton H. (Herbert) Fried; 21 марта 1923, Бронкс, Нью-Йорк — 18 декабря 1986[…], Леония, Нью-Джерси) — американский антрополог, политантрополог, востоковед, китаевед. Доктор философии (1951), заслуженный профессор Колумбийского университета, где работал 37 лет.
Учился в Townsend Harris High School.
Окончил Городской колледж Нью-Йорка (бакалавр, 1942). В 1943-46 служил в армии США; по Army Specialized Training Program изучал китайский язык в Гарварде, окончил в 1944 году.
В конце 1940-х в Китае, проводил там полевые исследования в 1947-48 гг.
Степень доктора философии по антропологии получил в Колумбийском ун-те; занимался у Джулиана Стюарда. С 1950 работал там же (в 1957-61 годах ассоциированный, затем профессор), станет заслуженным профессором, в 1966-69 возглавлял антропологический департамент. В 1960-х проводил полевые исследования на Тайване. Являлся президентом Американского этнологического общества. Его учеником был Roy Rappaport. 
Современники указывали его теоретический подход «марксистским»; указываем как антрополог-неоэволюционист. Отмечают его весомый вклад в исследование эгалитарных обществ; замечают, что в целом он негативно их оценивал.
Автор The Fabric of Chinese Society (New York: Praeger, 1953; 1968) {Рец. Margaret Park Redfield}, The Notion of Tribe (1975) {Рец.}, The Evolution of Political Society (1967, соредактор) {Рец.}, Explorations in anthropology (1973), Readings in anthropology (двухтомник — 1959, 1968; соредактор), Transitions: Four Rituals in Eight Cultures (1980).
Умер от остановки сердца.
Остались жена, дочь и сын.